# Ödön Rádl
Ödön Rádl (né le 30 mars 1870 à Alsólugos et décédé le 20 décembre 1916 à Nagyvárad) est un juriste et écrivain hongrois en hongrois.
Il étudie le droit à Oradea. Il est l'ami de Kálmán Tisza et d'István Tisza. Il écrit pour plusieurs publications (Nagyváradi Lapok, Tiszavidék…) et est membre du Parti libéral et de la Société Petőfi. Endre Ady critique son conservatisme.

## Œuvres
- Levelek egy német faluból (1870)
- Szomorú történetek (1871)
- Jean Paul (1872)
- Egy tél Olaszhonban (1872)